# Cryptops watsingus
Cryptops watsingus är en mångfotingart som beskrevs av Chamberlin 1939. Cryptops watsingus ingår i släktet Cryptops och familjen Cryptopidae.
Artens utbredningsområde är Guatemala. Inga underarter finns listade i Catalogue of Life.